# Bisetocreagris silvicola
Espèce
Synonymes
- Microcreagris silvicola Beier, 1979

Bisetocreagris silvicola est une espèce de pseudoscorpions de la famille des Neobisiidae.

## Distribution
Cette espèce est endémique du Primorié en Russie. Elle se rencontre  vers Ussuriyskiy Zapovednik.

## Description
Bisetocreagris silvicola mesure 4 mm.

## Systématique et taxinomie
Cette espèce a été décrite sous le protonyme Microcreagris silvicola par Beier en 1979. Elle est placée dans le genre Bisetocreagris par Ćurčić en 1983.

## Publication originale
- Beier, 1979 : Pseudoskorpione aus der Küstenprovinz im Osten der USSR. Annalen des Naturhistorischen Museums in Wien, vol. 82, p. 553-557 (texte intégral).